# Željko Vukmirica
Željko Vukmirica (Zagreb, 11. listopada 1953. – ?, 2025.) bio je hrvatski kazališni, televizijski i filmski glumac. 

## Filmografija

### Televizijske uloge
- "Larin izbor" kao Knez Nikola Popović (2012.)
- "Jugoslavenske tajne službe" kao Josip Broz Tito (2012.)
- "Zakon!" kao privatni detektiv (2009.)
- "Moja 3 zida kao Željko (2009.)
- "Bitange i princeze" kao Bubalo (2008.)
- "Cimmer fraj" kao Stefano (2007.)
- "Zauvijek susjedi" kao Kum (2007.)
- "Zabranjena ljubav" kao Tihomir Kulaš (2006.)
- "Operacija Barbarossa" kao Čovjek s brazgotinom (1990.)

### Filmske uloge
- "Zagorka" kao urednik Dežman (2007.)
- "Libertas" kao Bunić (2006.)
- "Pušća Bistra" kao Timor (2005.)
- "Slučajna suputnica" kao voditelj (2004.)
- "Mišolovka Walta Disneyja" (2003.)
- "Generalov carski osmijeh" (2002.)
- "Olympia" (1992.)
- "Đuka Begović" (1991.)
- "Rosencrantz & Guildenstern Are Dead" kao tragičar (1990.)
- "Le grand ruban" (1990.)
- "Riba ribi grize rep" kao Don Lino (2004.)
- "Hamburg Altona" kao Combe (1989.)
- "Nitko se neće smijati" kao Bradonja (1985.)
- "Neobični sako" (1984.)
- "Servantes iz Malog Mista" kao Ikan (1982.)
- "Judita" (1980.)
- "Parnjača" (1979.)
- "Groznica" kao Maks (1979.)
- "Kuća" (1975.)

### Voditeljske uloge
- "Porin" kao dodatni voditelj (zajedno s Mirjanom Roginom), glavni voditelj te godine je bio Robert Ferlin (1999.)

### Sinkronizacija
- "Princeza i žabac" kao gator Ian, gator i Dvoprsni (2009.)
- "Riba ribi grize rep" kao Don Lino (2004.)
- "Legenda o medvjedu" kao Tug (2003.)

## Vanjske poveznice
- Željko Vukmirica u internetskoj bazi filmova IMDb-u (engl.)